# Bulbophyllum geniculiferum
Bulbophyllum geniculiferum är en orkidéart som beskrevs av Johannes Jacobus Smith. Bulbophyllum geniculiferum ingår i släktet Bulbophyllum och familjen orkidéer. Inga underarter finns listade i Catalogue of Life.